# 쥬리스 파밀리아
쥬리스 파밀리아 모히카(Jeurys Familia Mojica, 1989년 10월 10일 ~ )는 도미니카 공화국의 야구 선수이자, 현재 미국 내셔널 리그 뉴욕 메츠의 선수이다.